# جامعة 8 ماي 45-قالمة
جامعة قالمة المعروفة باسم 8 ماي 1945 نسبة للمجازر التي وقعت بها في هذا التاريخ من قبل الاحتلال الفرنسي.

## كليات الجامعة
تحتوي على سبعة كليات.

### كلية العلوم والتكنولوجيا
- قسم الالكترونيك والاتصالات السلكية واللاسلكية
- قسم الهندسة المعمارية
- قسم العلوم والتقنيات
- قسم هندسة الطرائق
- قسم الالكترونيك والاوتوماتيك
- قسم الهندسة الميكانيكية
- قسم الهندسة المدنية والري

### كلية الرياضيات والإعلام الألي وعلوم المادة
- قسم الرياضيات
- قسم الاعلام الآلي
- قسم علوم المادة

### كلية علوم الطبيعة والحياة وعلوم الأرض والكون
- قسم علوم الطبيعة والحياة
- قسم البيولوجيا
- قسم علم البيئة وهندسة المحيط

### كلية العلوم الاقتصادية والتجارية وعلوم التسيير
- قسم العلوم التجارية

- قسم العلوم الاقتصادية
- قسم علوم التسيير

### كلية الحقوق والعلوم السياسية
- قسم العلوم القانونية والإدارية
- قسم العلوم السياسية

### كلية الآداب واللغات
- قسم الاداب واللغة الإنجليزية
- قسم الاداب واللغة الفرنسية
- قسم اللغة والأدب العربي

### كلية العلوم الإنسانية والاجتماعية
- قسم علوم الاعلام والاتصال وعلم المكتبات
- قسم التاريخ
- قسم الآثار
- قسم الفلسفة
- قسم علم النفس
- قسم علم الاجتماع
- فرع العلوم الإنسانية

## روابط خارجية
- الموقع الرسمي للجامعة